# Ferrari 250
Ferrari 250  er en serie af sportsvogne og grand tourers som blev fremstillet af Ferrari fra 1952 til 1964. Det er firmaets mest succesfulde serie af tidlige biler, og 250-esrien inkluderer mange varianter der blev designet til almindelig kørebrug eller til motorsportsløb. Serien er karakteriseret ved deres brug af 3.0 L (2,953 cc) Colombo V12-motor designet af Gioacchino Colombo. De blev erstattet af 275- og 330-serierne.
Tidlige Ferrari 250 biler havde 16" Borrani hjul medenten Pirelli Stella Bianca Crossply-dæk eller 185R16 Cinturato radial-dæk. Senere udgaver til almindelig vejbrug havde 15" Borrani-hjul og 185R15 Pirelli Cinturato.

## Modeller

### Racerbiler
- 250 S
- 250 MM
- 250 Monza
- 250 Testa Rossa
- 250 GTO
- 250 P
- 250 LM

### GT-biler
- 250 Europa
- 250 Europa GT
- 250 GT Coupé Boano and Ellena
- 250 GT Pinin Farina Coupé Speciale
- 250 GT Berlinetta "Tour de France"
- 250 GT Cabriolet Pinin Farina Series I
- 250 GT California Spyder LWB
- 250 GT Coupé Pinin Farina
- 250 GT Berlinetta "Interim"
- 250 GT Cabriolet Pinin Farina Series II
- 250 GT Berlinetta SWB
- 250 GT California Spyder SWB
- 250 GT/E
- 250 GT Berlinetta Lusso